# Remington Model 11-87
A Remington Model 11-87, é uma escopeta semiautomática fabricada pela Remington Arms com base no modelo anterior o 1100. A Model 11-87 permanece em produção contemporânea, 37 anos após ter sido lançada em 1987.

## Projeto
A Model 11-87 é uma escopeta semiautomática operada a gás. Ao disparar um projétil, alguns dos gases de alta pressão da pólvora em chamas são desviados através de dois pequenos orifícios na parte inferior do cano, forçando um pistão e o ferrolho em direção à coronha, que por sua vez ejeta o estojo deflagrado. Uma mola então força o ferrolho para frente, enviando uma nova cápsula do carregador para a câmara. Esta operação a gás tem o efeito de reduzir o recuo sentido pelo atirador, uma vez que a energia total do recuo é espalhada por um período de tempo mais longo do que seria o caso com espingardas de culatra fixa.
A Model 11-87 incorpora um projeto de sistema de gás autocompensador ("self-compensating gas system"), que permite que a arma funcione com uma variedade de cargas, de cápsulas leves de 2 ¾ polegadas (7,0 cm) a cápsulas Magnum de 3 polegadas (7,6 cm) , sem qualquer ajuste por parte do operador. É fabricada nos calibres 12 e 20; ambos efetuarão um ciclo em cartuchos de  2 ¾ e 3 polegadas.
Uma versão simplificada da Model 11-87, a Model 11-96, foi oferecida no final da década de 1990 apenas no calibre 12.

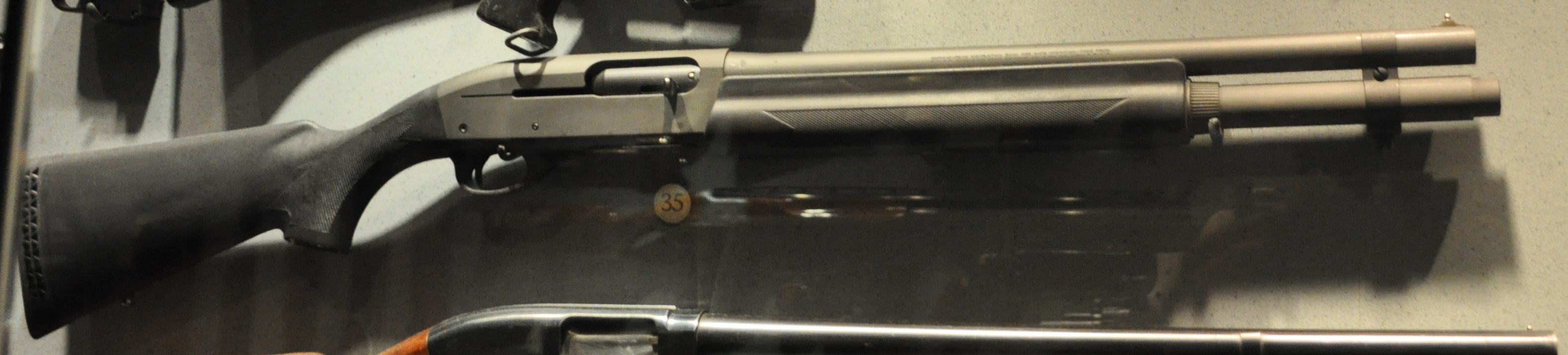
Uma Remington Model 11-87.

## Operação
Algumas escopetas Model 11-87, especialmente aquelas com canos menores que 26 polegadas (66 cm), ou modelos Magnum, podem ter problemas para ciclar cartuchos para tiro ao alvo ("skeet") ou os chamados "birdshot" de forma consistente.
Uma Model 11-87 de calibre 12 que aceita cartuchos de 3 ½ polegadas (8,9 cm) é comercializado como "Super Magnum". Este modelo vem com um componente extra no tubo do carregador denominado "barrel seal activator" "ativador de vedação do cano" que ajuda a ciclagem de cartuchos com cargas mais leves. O "ativador de vedação do cano" deve ser removido ao usar cartuchos de 3 ½ ou 3 polegadas e instalado quando usar cartuchos mais curtos.
Algumas Model 11-87 têm "chokes" intercambiáveis; outros canos estão disponíveis com "chokes" fixos. Os canos não são intercambiáveis entre o Model 1100 e o Model 11-87. Os comprimentos dos canos variam de 14 polegadas (36 cm) (para uso por autoridades policiais) a 30 polegadas (76 cm).

## Na cultura popular
A arma alcançou ampla notoriedade quando uma versão com silenciador foi usada pelo principal antagonista no filme dos irmãos Coen chamado "No Country for Old Men", baseado no romance de Cormac McCarthy. Desenvolvida pela primeira vez em 1987, esta arma é um anacronismo ao enredo do filme, definido em 1980.